# Hide and seek
「hide and seek」（ハイド・アンド・シーク）は、伊藤かな恵の2枚目のシングル。2009年12月9日にLantisから発売された。

## 概要
新曲3曲とそのオフヴォーカルを収録している。前作と違い、ノンタイアップとなっている。
伊藤かな恵のシングルで初のPVが撮影されているが、発売されたシングルにはPVは収録されておらず伊藤かな恵がパーソナリティーを勤めていた超ラジで流されたのみである。

## 収録曲
（全作詞・作曲：アツミサオリ、編曲：渡辺拓也）
1. hide and seek [3:51]
2. サボテン [4:50]
3. 星の缶バッチ [4:39]
4. hide and seek （off vocal）
5. サボテン （off vocal）
6. 星の缶バッチ （off vocal）

## 収録アルバム
| 曲名          | アルバム     | 発売日         |
| ------------- | ------------ | -------------- |
| hide and seek | ココロケシキ | 2011年11月23日 |
| サボテン      | ココロケシキ | 2011年11月23日 |